# Henryk Podbielski
Henryk Podbielski (ur. 27 maja 1939 w Szumowie, zm. 6 marca 2025) – polski filolog klasyczny i historyk filozofii, hellenista, profesor nauk humanistycznych.

## Życiorys
W 1941 wraz z matką i starszą siostrą został zesłany do Ałtajskiego Kraju na Syberię, ojciec zaś został zamordowany przez Gestapo. Rodzina powróciła do Polski dopiero wiosną 1946 roku. Maturę uzyskał w 1957 w Liceum Ogólnokształcącym w Zambrowie. Studia odbył w latach 1957–1963 w zakresie filologii klasycznej na Wydziale Nauk Humanistycznych Katolickiego Uniwersytetu Lubelskiego i uwieńczył je tytułem magistra na podstawie pracy pt. Liryzacja epopei na przykładzie analizy strukturalnej homeryckiego "Hymnu do Hermesa” napisanej pod kierunkiem prof. J. Niemirskiej-Pliszczyńskiej.
Jako etatowy pracownik naukowo-dydaktyczny pracował na KUL w okresie od 1 października 1963 do 30 września 2011. Stopień naukowy doktora uzyskał w 1969 w Uniwersytecie Warszawskim, na podstawie rozprawy pt. Struktura homeryckiego "Hymnu do Afrodyty" w świetle tradycji literackiej, napisanej pod kierunkiem prof. K. Kumanieckiego. Natomiast stopień naukowy doktora habilitowanego uzyskał w 1975 na podstawie rozprawy pt. Mit kosmogoniczny w "Teogonii" Hezjoda, przedstawionej na Wydziale Filologii Polskiej i Słowiańskiej UW.
Odbył kilkanaście staży zagranicznych: roczny pobyt jako visiting professor na filologii słowiańskiej Uniwersytetu Lowańskiego w roku akademickim 1971/72, następnie w latach 1975–2001: osiem trzymiesięcznych stażów badawczych na Uniwersytetach w Leuven i w Louvain-la-Neuve, dwukrotny pobyt na Uniwersytecie w Amsterdamie, jeden na Katolickim Uniwersytecie w Nijmegen, trzykrotny na uniwersytetach w Niemczech (Eichstätt, Heidelberg, Frankfurt am Main), dwukrotny w Paryżu i dwukrotny we Włoszech (Mediolan, Rzym).
Poza pracą naukowo-dydaktyczną przez długie okresy kierował najpierw Sekcją (1985–1993), a potem Instytutem Filologii Klasycznej KUL (2002–2005); przez dwie kadencje był prodziekanem Wydziału Nauk Humanistycznych KUL (1993–1999).
W latach 1975–2010 był członkiem Komitetu Nauk o Kulturze Antycznej PAN, a w latach 1999–2001 kierował zespołem badawczym złożonym z wybitnych polskich hellenistów w ramach projektu „Literatura Grecji starożytnej”, pełnił też funkcję prezesa Lubelskiego Koła Polskiego Towarzystwa Filologicznego (1983–2000) i wiceprezesa Zarządu Głównego PTF (1992–1995, 2000–2005). Był także współzałożycielem i wiceprezesem w latach 1992–1997 Stowarzyszenia Ochrony Pojezierza Łęczyńsko-Włodawskiego. Od 2004 był członkiem korespondentem Polskiej Akademii Umiejętności, a od 16 czerwca 2018 członkiem czynnym Wydziału I Filologicznego PAU. 7 lutego 2022 otrzymał godność doktora honoris causa Uniwersytetu Adama Mickiewicza w Poznaniu.

## Nagrody i wyróżnienia
- Nagroda Rektora KUL za rozprawę doktorską (1969)
- Nagroda Rektora KUL za rozprawę habilitacyjną (1975)
- Nagroda Ministra Edukacji Narodowej II stopnia za udział w opracowaniu O dramacie. Wybór źródeł do dziejów teorii dramatycznych (1989)
- Rektorska nagroda indywidualna II stopnia za osiągnięcia w pracy naukowej potwierdzone licznymi publikacjami naukowymi (2000)
- Złoty Krzyż Zasługi (2005)
- Nagroda Ministra Nauki i Szkolnictwa Wyższego za redakcję i współautorstwo monografii Literatura Grecji starożytnej (2006)
- Nagroda Rektora KUL I stopnia za całokształt osiągnięć naukowo-dydaktycznych (2011)
- FENIKS – nagroda Stowarzyszenia Wydawców Katolickich w kategorii „Tłumacz” (2017)
- Medal 100-lecia KUL (2018)[3]

## Publikacje
- Mit kosmogoniczny w "Teogonii" Hezjoda, w: "Rozprawy Wydziału Historyczno-Filologicznego" 44, "Studia Helleńskie" 5, TN KUL, Lublin 1978.
- Arystoteles, Poetyka, przełożył i opracował, w: "Biblioteka Narodowa", Seria 2, nr 209, Ossolineum, Wrocław 1983.
- Arystoteles, Retoryka. Poetyka, przełożył, wstępem i komentarzem opatrzył, w: "Biblioteka Klasyków Filozofii" nr 155, PWN, Warszawa 1988.
- Pauzaniasz, U stóp boga Apollona, przekład ks. IX i X "Wędrówek po Helladzie", komentarz i redakcja ks. VIII-X, Arcydzieła Kultury Antycznej, wyd. 2, Ossolineum, Wrocław 2005[3].